# アートプロダクション
株式会社アートプロダクション（Art Production）は、東京都渋谷区神南に所在する日本の芸能事務所。トゥエンティーワンコミュニティグループ系列である。
2008年2月14日設立。南里美希、松山まみや川口りさ等のタレントや俳優・モデルが所属。

## 所属タレント

### 女優・タレント
| - 南里美希 - 珊瑚志帆 - 小坂温子 - 堀有里 | - 篠舞衣 - 畠沢妙佳 - 松山まみ - 矢野亜沙美 |

### 女性モデル
- 樹理亜
- Rena
- 瑠衣
- 丸山えり
- 黒田ゆう
- 迫あゆみ

### 男性
- 松本克也
- 世良優樹
- アオキカズヤ
- 松田拓也

### 過去の所属者
| - AYA - うえちひとみ - 川口りさ - 神崎麗華 - 小池龍太 - 寺島直美 | - 中野一拓 - 松島将和 - 山名裕子 - ルイ |